# ブラック・キャット (ジャネット・ジャクソンの曲)
「ブラック・キャット」(Black Cat)は、ジャネット・ジャクソンの楽曲で、4枚目のスタジオ・アルバムである『リズム・ネイション1814』から6枚目のシングルカットとしてリリースされた。

## 解説
バージョンやミックスによって様々なギタリストが参加しており、ラジオ・エディットおよびビデオ・ミックスではヌーノ・ベッテンコート、ギター・ミックスではヴァーノン・リードが参加している。
ミュージック・ビデオは、同年の「リズム・ネイション・ワールド・ツアー」のライヴ映像から制作されている。監督はウェイン・アイシャム。
グラミー賞の最優秀女性ロックヴォーカル・パフォーマンス部門にノミネートした。

## 収録曲
日本盤 3"シングル
1. ブラック・キャット (ビデオ・ミックス / ショート・ソロ) - 4:31
2. ブラック・キャット (ギター・ミックス・フィーチャリング・ヴァーノン・リード) - 4:48

## チャート
| チャート (1990年)                                     | 最高位 |
| ----------------------------------------------------- | ------ |
| オーストラリア (ARIA)                                 | 6      |
| ベルギー (Ultratop 50 Flanders)                       | 33     |
| カナダ トップシングルス (RPM)                         | 4      |
| カナダ シングル小売 (The Record)                      | 9      |
| カナダ・コンテンポラリー・ヒット・ラジオ (The Record) | 3      |
| ヨーロッパ (Eurochart Hot 100 Singles)                | 39     |
| フィンランド (スオメン・ヴィラリネン・リスタ)         | 4      |
| ドイツ (GfK Entertainment charts)                     | 34     |
| アイスランド (Íslenski Listinn Topp 10)               | 10     |
| アイルランド (IRMA)                                   | 11     |
| オランダ (Dutch Top 40)                               | 21     |
| オランダ (Single Top 100)                             | 18     |
| ニュージーランド (Recorded Music NZ)                  | 25     |
| ノルウェー (VG-lista)                                 | 5      |
| 南アフリカ (メディアガイド)                           | 3      |
| スウェーデン (Sverigetopplistan)                      | 16     |
| スイス (Schweizer Hitparade)                          | 10     |
| UK シングルス (OCC)                                   | 15     |
| US Billboard Hot 100                                  | 1      |
| US Dance Club Songs (Billboard)                       | 17     |
| US Hot R&B/Hip-Hop Songs (Billboard)                  | 10     |
| US Crossover Radio Airplay: Top 40/Rock (Billboard)   | 9      |
| US Contemporary Hit Radio (Radio & Records)           | 1      |
| US Urban (Radio & Records)                            | 14     |

| チャート (1990年)                                       | 順位 |
| ------------------------------------------------------- | ---- |
| オーストラリア (ARIA)                                   | 75   |
| カナダ (RPM)                                            | 65   |
| 全米 ビルボード Hot100                                  | 59   |
| 全米 コンテンポラリー・ヒット・ラジオ (Radio & Records) | 32   |